# Gruppo squadroni "Cavalieri di Neghelli"
Il Gruppo Squadroni Nazionali d'Africa "Cavalieri di Neghelli" era una unità mista di cavalleria e carri veloci del Regio Esercito operante in Africa Orientale Italiana durante la seconda guerra mondiale. Era l'erede del precedente Raggruppamento mitraglieri autocarrato di cavalleria, che aveva combattuto in Etiopia.

## Storia

### Le origini
Nell'aprile 1935 venne costituito in Italia il Raggruppamento mitraglieri autocarrato di cavalleria, destinato alla campagna d'Etiopia. L'organico comprendeva un comando di raggruppamento e quattro gruppi squadroni autocarrati formati dai reggimenti "Genova Cavalleria" e "Lancieri di Aosta". La truppa era costituita dai richiamati delle classi 1910, 1911 e 1912, mentre i sottufficiali e gli ufficiali provenivano dai reggimenti "Lancieri di Novara", "Lancieri di Firenze", "Lancieri di Vittorio Emanuele II", "Cavalleggeri di Saluzzo", "Cavalleggeri di Monferrato", "Cavalleggeri di Alessandria" e "Cavalleggeri Guide". A Gaeta venne formato il I ed il II Gruppo squadroni "Genova Cavalleria", mentre a Torre Annunziata venne costituito il III Gruppo squadroni "Lancieri di Aosta" ed a Torre del Greco il IV. Ogni gruppo squadroni era strutturato su un plotone comando e tre squadroni.
Dopo un periodo di addestramento, il 25 luglio il I ed il III Gruppo squadroni si imbarcarono da Napoli sul piroscafo "Conte Biancamano", che giunse a Mogadiscio il 6 agosto. Il 25 settembre partirono invece sul "Colombo" il II ed il IV, che sbarcarono a Mogadiscio l'8 ottobre.

### La guerra d'Etiopia
Il Raggruppamento venne accasermato prima in un accampamento a 2 km da Mogadiscio, chiamato "Meschinopoli", poi dal 1º gennaio 1936 a Baidoa. Posto al comando del colonnello dei bersaglieri Ugo Tabellini, l'unità venne aggregata al Raggruppamento celere autocarrato del colonnello Micheli, destinato al fronte sud di Graziani. Il Raggruppamento ricevette un gruppo d'artiglieria autocarrato da 77/28, una squadriglia autoblindo ed una sezione lanciafiamme. Ogni gruppo squadroni disponeva 11 autocarri Ford V8 per squadrone e 8 per il plotone comando; in totale, compresi artiglieria e servizi, il raggruppamento schierava circa 400 automezzi..

### La conquista di Neghelli
Mentre Badoglio era impegnato nella Prima battaglia del Tembien, le truppe di ras Destà mossero verso Dolo per attaccare l'armata di Rodolfo Graziani. A Graziani era stato ordinato di mantenere una difesa attiva al fine di mantenere impegnato nel sud il maggior numero di truppe nemiche ma di non passare all'offensiva. Prontamente informato del movimento delle truppe di ras Destà, lo attese pronto allo scontro. Sulle colonne abissine in marcia fu scatenata l'aviazione che le decimò, cui seguì l'attacco italiano di terra. Il 12 gennaio Graziani ordinò l'avanzata su tre colonne: una lungo il Ganale Doria, una sul Daua Parma ed una terza sulla strada camionabile per Neghelli. Nei giorni seguenti il I Gruppo squadroni "Genova" occupò Dolo, mentre il III Gruppo squadroni "Aosta", con una compagnia carri veloci, una sezione autoblindo ed una batteria da 75/13, passava il Daua Parma ed il 14 raggiungeva Bogol Magno, il 15 Malca Dida dopo essersi riunito con il II Gruppo squadroni "Genova", il 16 raggiungeva Dei Dei. Incalzati dagli italiani, dal 16 la ritirata degli abissini divenne precipitosa. Lo stesso giorno il III Gruppo, insieme ad una compagnia arabo-somala, conquista Filtù, catturando alcuni prigionieri ed un ingente bottino di armi e bestiame.
Intanto si era unito, al III Gruppo «Aosta», il II «Genova». Il 18 gennaio anche il I Gruppo "Genova" ed il IV Gruppo "Aosta" raggiunsero la base di Dolo. La colonna, guidata dallo stesso Graziani, affiancato dal generale Bergonzoli e dal colonnello Micheli, con il III Gruppo squadroni "Aosta" in testa come avanguardia, raggiunse Uatsavelli ed Okobo, dove si accampò. Il 20 la colonna si lanciò nell'ultima tappa verso Neghelli: travolte le ultime resistenze, il III Gruppo "Aosta" entrò per primo nella città, base del ras Destà, impadronendosi dei depositi e dello stesso ghebì del ras.
In soli 10 giorni, dopo una marcia di 400 km, la capitale dei Galla e Sidamo era caduta, l'armata etiope distrutta ed il ras stesso era scampato per poco alla cattura. Il giorno stesso il III Gruppo "Aosta" e due compagnie arabo-somale, al comando di Roberto Asinari di San Marzano, si lanciarono all'inseguimento del nemico in rotta fino a Uadarà, dove gli abissini riuscirono ad attestarsi. La stessa località venne quindi nuovamente attaccata il 23 gennaio da una colonna composta da quattro squadroni del Raggruppamento, da due compagnie arabo-somale, dalla sezione autoblindo e dalla batteria; dopo un vivace scontro la città venne occupata, con tutti i suoi magazzini e depositi di munizioni.

### Fine delle operazioni e scioglimento
Nei mesi successivi il Raggruppamento fu impegnato, a livello di squadrone o di plotone, insieme a reparti coloniali somali e di zaptié, in operazioni di rastrellamento a lungo raggio nei villaggi intorno a Neghelli, fino al confine con il Kenya, nel corso delle quali si ebbero numerosi scontri con i guerriglieri abissini e diversi caduti. La responsabilità del Raggruppamento si estendeva a tutto il settore orientale Laghi.
A gennaio del 1937, per decreto ministeriale, il Raggruppamento assunse la denominazione Raggruppamento celere "Cavalieri di Neghelli", così come i quattro gruppi squadroni si poterono fregiare dello stesso titolo di "Cavalieri di Neghelli". A maggio 1937 iniziò il rimpatrio dei gruppi. Al personale, ufficiali, sottufficiali e truppa, venne data la possibilità di scegliere se rimanere in servizio in colonia. A settembre il Raggruppamento venne sciolto.

### Il Gruppo Squadroni "Cavalieri di Neghelli"
Contestualmente allo scioglimento del Raggruppamento celere, fu costituito ad Addis Abeba il Gruppo Squadroni Nazionali d'Africa "Cavalieri di Neghelli". Era un reparto misto, con unità montate sui piccoli cavalli abissini ed unità blindate munite di autoblindo e carri leggeri CV33. L'organico previsto, ancora incompleto all'inizio delle ostilità, consisteva in un plotone comando, tre squadroni a cavallo su tre plotoni ognuno, dotati di mitragliatrici leggere; le mitragliatrici pesanti erano invece in dotazione ad un quarto squadrone someggiato. La componente motorizzata era riunita nello squadrone carri L e nel plotone autoblindato.
Nel 1939 il Gruppo Squadroni fu impegnato in una serie di cicli operativi di polizia coloniale nella regione dello Scioà.

### Seconda guerra mondiale
Allo scoppio della seconda guerra mondiale, il Gruppo Squadroni "Cavalieri di Neghelli" era inquadrato nella 65ª Divisione fanteria "Granatieri di Savoia". Gli squadroni montati presero parte alle operazioni nel Galla e Sidama e nello Scioà. Il plotone autoblindo fu invece impiegato nel territorio di Gondar; il III Squadrone Carri Veloci operò nell'Harrar e poi seguì i ripiegamenti nel Galla e Sidama dove il 13 maggio fu impiegato nel combattimento del Dadaba presso Sciasciamanna: dopo un contrattacco nei confronti di preponderanti truppe sudafricane, lo Squadrone venne sconfitto e 9 (dei 12) carri furono catturati come preda bellica. Nel combattimento sostenuto nell'aprile 1941 ad Addis Alem, il gruppo si scontrò con soverchianti forze nemiche, subendo gravissime perdite, con 42 morti, tra i quali il tenente Vittorio Casardi comandante di squadrone ed i sottufficiali Nicola Barbadoro ed Antonio Macela. Tra gli oltre 30 feriti, anche il comandante stesso del gruppo, maggiore Filippo Galante. Il gruppo si considera sciolto, come gli altri reparti nazionali e coloniali, il 27 novembre, giorno della capitolazione della colonia.

## Ordine di battaglia: 1935
- Raggruppamento mitraglieri autocarrato di cavalleria
  - Comando
  - I Gruppo squadroni "Genova Cavalleria"[2]
    - Plotone comando
    - 1º Squadrone
    - 2º Squadrone
    - 3º Squadrone

  - II Gruppo squadroni mitraglieri "Genova Cavalleria"[2]
    - Plotone comando
    - 4º Squadrone
    - 5º Squadrone
    - 6º Squadrone

  - III Gruppo squadroni mitraglieri "Lancieri di Aosta"[3]
    - Plotone comando
    - 7º Squadrone
    - 8º Squadrone
    - 9º Squadrone

  - IV Gruppo squadroni mitraglieri "Lancieri di Aosta"[3]
    - Plotone comando
    - 10º Squadrone
    - 11º Squadrone
    - 12º Squadrone

## Ordine di battaglia: 1936-1937
- Raggruppamento mitraglieri autocarrato di cavalleria
  - Comando
  - I Gruppo squadroni "Genova Cavalleria"
  - II Gruppo squadroni mitraglieri "Genova Cavalleria"
  - III Gruppo squadroni mitraglieri "Lancieri di Aosta"
  - IV Gruppo squadroni mitraglieri "Lancieri di Aosta"
  - gruppo d'artiglieria autocarrato da 77/28
  - squadriglia autoblindo
  - sezione lanciafiamme[4]

## Ordine di battaglia: 1940
- Gruppo Squadroni Nazionali d'Africa "Cavalieri di Neghelli"
  - Plotone comando
  - I Squadrone cavalleria
  - II Squadrone cavalleria
  - III Squadrone carri veloci su CV33[1]

## Comandanti
Raggruppamento mitraglieri autocarrato di cavalleria
- col. Ugo Tabellini

Raggruppamento celere "Cavalieri di Neghelli"
- col. Ugo Tabellini
- col. Bondi

Gruppo Squadroni Nazionali d'Africa "Cavalieri di Neghelli"
- ten. col. Aldo Biancoli
- magg. Filippo Galante